# 寵臣

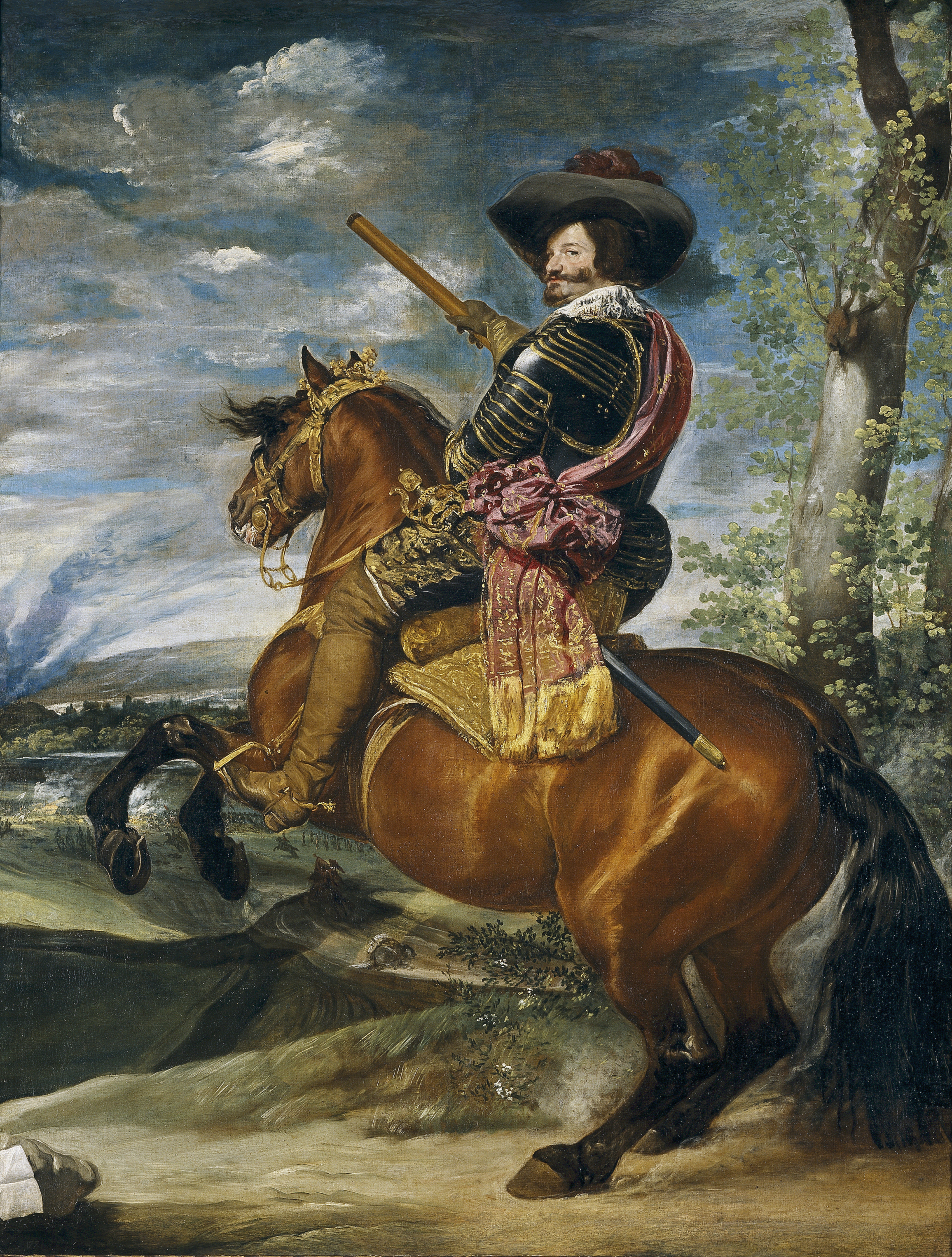
オリバーレス伯公爵騎馬像、ディエゴ・ベラスケス画

寵臣（ちょうしん、英：favo(u)rite, 仏：Favori，西：Valido）とは、国家統治者のような政治的重要人物と親密な関係にある友人・侍臣のことである。
中近世のヨーロッパでは、時代・地域を問わず、君主から強大な政治権力を委ねられた人物を表す語として使われた。特に16・17世紀には、統治機構が発達途上であるにもかかわらず、国家統治が非常に複雑になったために、世襲君主たちは、統治によほどの関心や能力を持ち合わせた者でない限り、寵臣に政治運営を委ねるようになった。1600年から1660年にかけては、欧州の多くの国で全権を握った寵臣上がりの大臣による権力継承の現象が見られ、それは特にスペイン、イングランド、フランス及びスウェーデンで顕著だった。
寵臣という語はまた時として、君主の「寵姫」、「友人」、「侍臣」あるいは「（同性の）恋人」を指し示す際の言い換えとして利用されることもあった。たしかに一部の寵臣は主君（又はその配偶者）と性的関係を結んでいた。しかし君主が寵臣に抱く感情は、寵臣の能力に対する単純な信頼の段階から、感情的な愛着や依存の段階、さらには性的欲望にかられる段階に至るまで、非常に幅広いものだった。
この語は必ずと言っていいほど否定的な意味合いで使われ、『オックスフォード英語辞典』は「君主の寵愛を得て不当に高い地位にのぼった者」と定義し、ウィリアム・シェイクスピアは「君主の威光を笠に着てふんぞり返る寵臣ども」と形容した（『空騒ぎ』第3幕第1場第9行）。

## 寵臣の出世と失脚

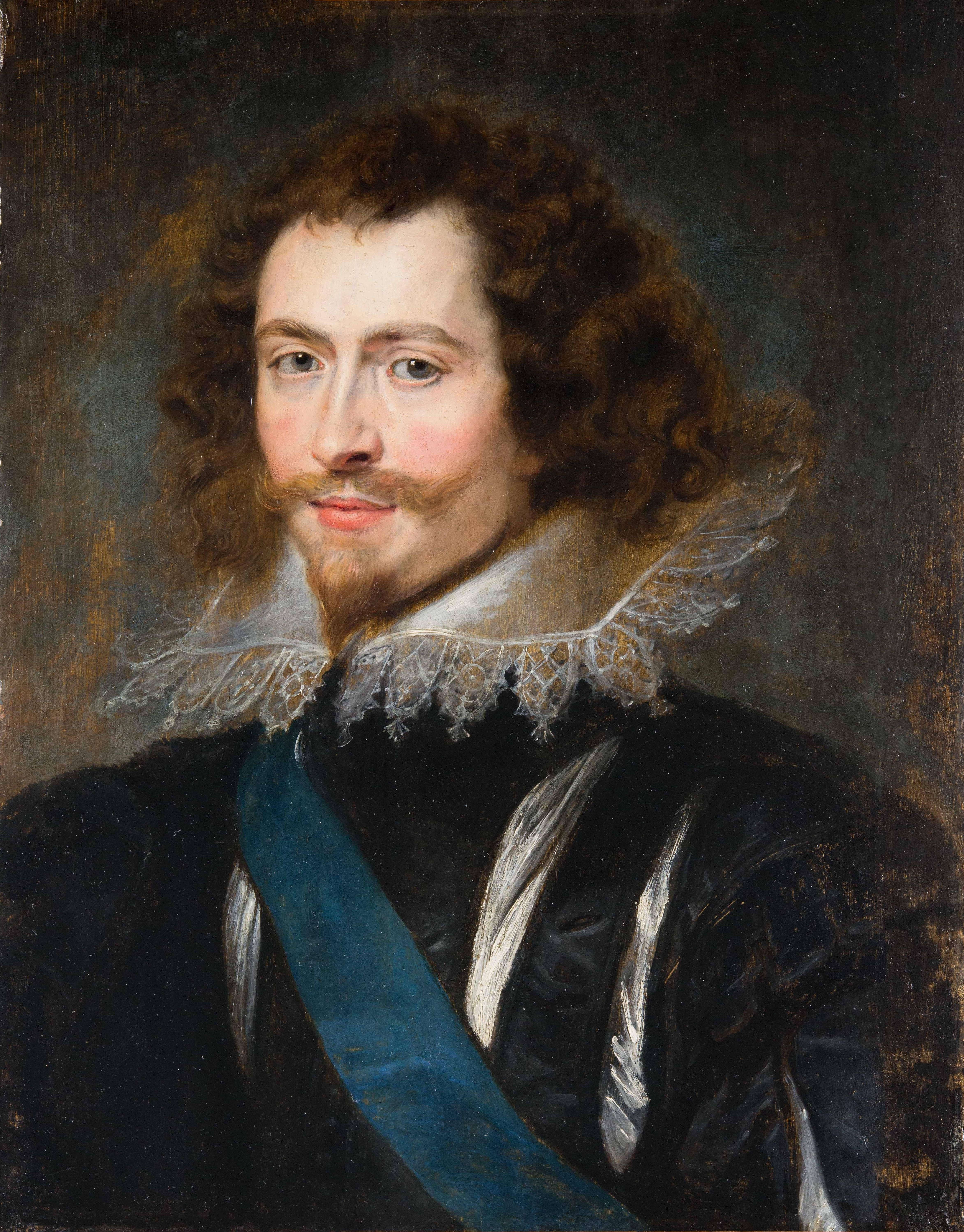
バッキンガム公爵、ルーベンス工房制作

寵臣となった者は他の貴族たちから嫉視と憎悪を向けられる場合がほとんどであり、君主もまた時として寵臣を追放または処刑するよう貴族から政治的圧力をかけられることがあった。中世には、貴族たちはしばしば寵臣の捕縛・殺害を目的として反乱を起こした。君主と寵臣の親密すぎる関係は、自然の秩序及びあるべき身分序列に対する重大な違反行為と見なされた。寵臣は大胆で「思いあがった」性格の人物が多く、軽率な振る舞いによって破滅の道を歩んだ者も少なくなかった。
時代が下るに従い力を付け始めたジェントリやブルジョワジーといった新興の社会階層もまた、寵臣に対して激しい敵意を燃やした。寵臣は、特に出身階層が卑しいか、少なくとも下級階層出身で、君主の寵愛だけを頼りに出世した場合、全社会階層から憎悪された。寵臣はたいてい称号や所領をふんだんに与えられたが、人々は彼らを、突如として一晩で肥溜めからにょきにょきと生え育ってくるキノコに例えた。クリストファー・マーロウは『エドワード二世』の中で、王の寵臣ピアーズ・ギャヴィストンのことを「夜に育つキノコ」と政敵に呼ばせている。
寵臣の失墜は突然起きることが多かったが、1650年頃からは、失寵後に待つのは処刑ではなく静穏な引退生活になっていった。レスター伯ロバート・ダドリー、レルマ公フランシスコ・デ・サンドバル・イ・ロハス、オリバーレス伯公爵ガスパール・デ・グスマン、アクセル・オクセンシェルナのような高位貴族出身の寵臣は、人々に憎悪されることが少なく、権力を長く維持できた。成功した寵臣上がりの大臣は多くの場合、統治業務をこなすために自身の寵臣や親族のネットワークに頼っていた。リシュリューは「クレアチュール（créatures）」、オリバーレス伯は「エチュラ（hechuras）」という集団を持っていた。オクセンシェルナとウィリアム・セシルは執務中に亡くなったが、どちらも自分の息子に権力を継承させることに成功した。
寵臣と国王政府に奉仕する傑出した行政官は、君主の寵愛を必要とする者の最上位に位置するという意味で、時としてその区別を付けることが難しくなる。しかし寵臣は政治・行政機関で業務を統率するよりも、宮廷社会の中で君主と最も緊密に結びついた人物を指す語である。セシルやジャン＝バティスト・コルベールは、君主との個人的な関係を利用して政府高官としての出世の階段を上り詰めたが、貴族の第一人者のように振る舞うことは避けたため、寵臣としては成功者となった。
エリザベス1世は1558年に即位して以来、セシルを国王秘書長官ないし大蔵卿として重用し、セシルが死ぬまで40年間そばに置き続けた。一方で、彼女は女性君主として、他の幾人かの廷臣との間で、よりロマンチックで親密な関係を築いた。優れた政治家でもあったレスター伯とのそれが最も愛情深く長続きした。エリザベスの晩年、セシルと息子のロバート・セシルの権力は女王の新しい寵臣エセックス伯ロバート・デヴァルーによって脅威にさらされるが、エセックス伯はロバート・セシルによって排除された。
トマス・ウルジー枢機卿は教会人ながら行政のヒエラルキーの頂点に立った人物だが、衒示的な生活ぶりが人々の反発を買い破滅した。ウルジーに限らず、中世においては王の寵臣は聖界から供給されるのが常だった。イングランドの例を挙げれば、ドゥンスタンやトマス・ベケット、ウィリアム・ウェインフリート、ロバート・バーネル、ウォルター・レイノルズなどである。アントワーヌ・ド・グランヴェル枢機卿は父親と同様ハプスブルク家に信任され絶大な権力を振るった大臣だが、そのキャリアの大半は君主が在国でないネーデルラントで築かれたものだという点を考えれば、寵臣には該当しない。

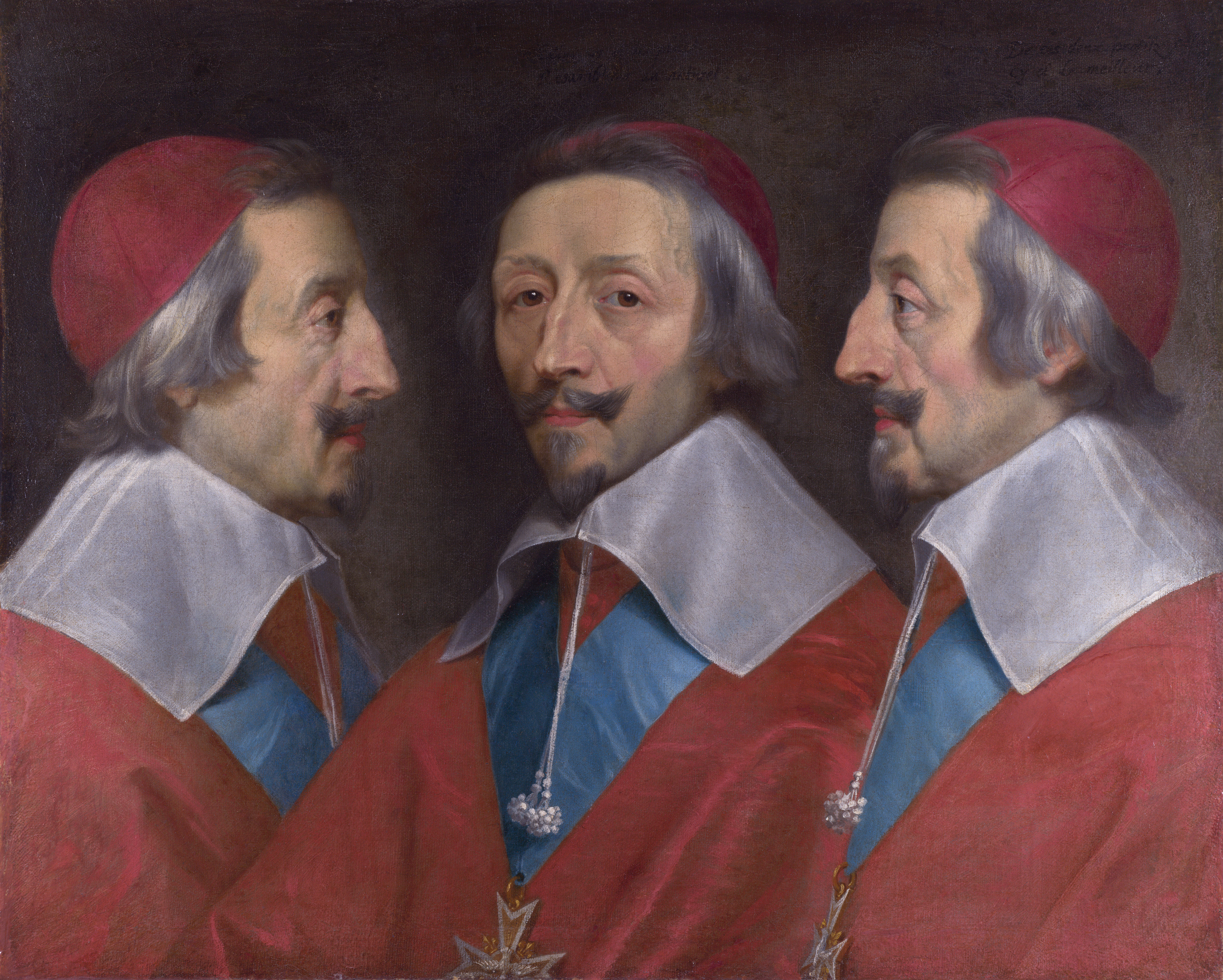
寵臣政治の黄金期に、最も成功した寵臣の1人となったリシュリュー枢機卿

寵臣の中には非常に素性の卑しい者もいた。イングランド王ジェームズ1世のお気に入りアーチボルド・アームストロングは道化師であり、その出自の低さと鋭い舌鋒で宮廷の人々の憎悪を掻き立てたが、金持ちになって引退後は悠々自適の生活を送った。スコットランド人のロバート・コクランは石工（といっても職人というよりは親方層に属し、建築家と表現した方が近い）だったが、王族に授ける習いのマー伯爵に叙爵されるに至って貴族の反乱が発生、国王ジェームズ3世の他の卑賎な生まれの寵臣たちと一緒に捕まって絞首刑になった。フランス王ルイ11世の理髪師オリヴィエ・ル・ダンは爵位や枢要な軍司令官職を与えられたが、主君の死の直後、貴族たちは彼を曖昧な内容の罪状で捕え、新王に何も知らせないまま処刑した。ル・ダンの出現は、フランス語で寵臣を意味する「ファヴォリ（favori）」の語が生まれるきっかけとなり、この語はル・ダンが殺された1484年頃に初めて使用された。スペイン語で寵臣を指す語「プリバード（Privado）」はこれより古くから存在したが、後に「バリード（valido）」という語に取って代わられた。この2語とも、英語やフランス語での寵臣を指す語に比べると、否定的なニュアンスは少なかった。
下層の召使からの寵臣ヘの立身出世は時代が下るにつれて困難になっていった。幸運にも、広がってゆく一方だった貴族と召使の階級的な溝を飛び越えることが出来た最後の例の1つが、ルイ14世の従者アレクサンドル・ボンタンの家族である。一家はボンタンの後の3世代、つまり曾孫の世代までの間、多くの権門勢家と通婚し、その中には王家の分家筋（最後のコンティ公ルイ・フランソワ2世の庶子）さえも含まれた。ヴィクトリア女王が目をかけたジョン・ブラウンは登場した時代が遅すぎた。主君からの寵遇と女王の家政機関への境界侵犯は、社会的・経済的な利益をほとんど何も生まなかった。

## 寵臣の衰退
イングランドでは、議会が政治的重要性を増す過程の中で、寵臣の掌握できる政治権力の範囲は縮小していった。同国の代表的な「キノコ」の1人バッキンガム公ジョージ・ヴィリアーズが1628年にジョン・フェルトンに暗殺された後、元々はバッキンガム公とチャールズ1世に反対する議会指導者だったトマス・ウェントワース（後にストラフォード伯爵）は国王と和解し、国王支持派に転じた。いくらチャールズ1世との関係が親密だったとしても、ストラフォード伯を通常の定義で寵臣と見なすことは難しい。彼は権勢やコネのある名望家層の出身者だった。権力の座にしばらくあった後、ストラフォード伯は今や彼を強く敵視するようになった議会から弾劾を受けた。弾劾が不首尾に終わると、議会は私権剥奪法を利用して彼に審理なしの死刑宣告を下した。チャールズ1世は議会の圧力に負けて、躊躇しながらも死刑執行命令に署名、ストラフォード伯は処刑された。イングランドではその後も寵臣上がりの大臣が登場するが、彼らは君主からだけの信頼を勝ち得ているだけでは為政者としては不十分だと自覚していたし、彼らの大半が国会議員経験者だった。

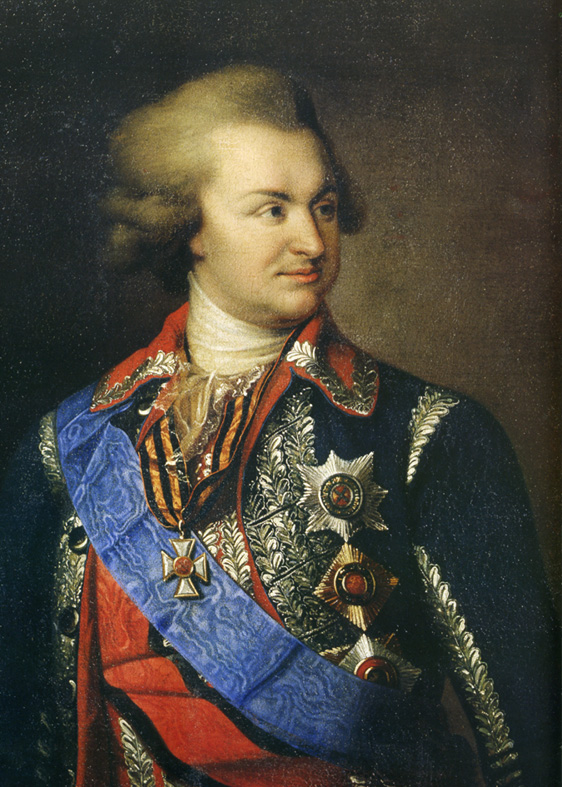
ポチョムキン公爵

イングランドとは対照的に、フランスでは寵臣を政治から締め出す動きは王権側から起きた。1661年にジュール・マザラン枢機卿が死ぬと、23歳だったルイ14世は親政を決意し、大臣に権力を委任してきた過去40年間の寵臣政治との訣別を表明した。絶対王政はマザランの前任者リシュリュー枢機卿によって導入されたが、今や君主自身によって主導されることとなった。ルイ14世には財務担当のコルベールや軍事担当のルーヴォワ侯フランソワ＝ミシェル・ル・テリエなど多くの有能な大臣が仕えたが、全権を委任されることはなかった。そして以後の大臣の誰も、リシュリュー・マザランの両枢機卿が保持した規模に匹敵する権力を得ることはなかった。
スペイン・ハプスブルク家の王権はフランスのような改革意欲も統治能力も持たなかったが、オリバーレスの政治権力が甥のルイス・デ・アロに移譲された後は、以前のように一人の権力者が統治権を一手に握る状況は徐々に弱まっていった。

## 文学における寵臣
寵臣は多くの同時代人たちの議論の的となったが、議論の中には参加者の身を危険にさらす類のものもあった。寵臣を主題とする英語の戯曲は数多くあるが、ギャヴィストンを主人公とするクリストファー・マーロウの『エドワード二世』、そしてベン・ジョンソンの『シジェイナスの失脚』が最も有名である。後者については、この戯曲が同時代のジェームズ1世の宮廷に対する揶揄を含むものだと同業のライバルたちが騒いだために、「教皇支持と大逆罪」の容疑で作者が枢密院に召喚される事態に発展している。この劇の主人公であるセイヤヌスがティベリウス帝の下で目覚ましい昇進を遂げる様子についてはタキトゥスによって生き生きと描かれており、そのため当時ヨーロッパ中で多くの文芸作品の主題となっていた。シェイクスピアはより慎重で、寵臣になろうとする野心を無残な形で打ち砕かれるフォルスタッフと、『ヘンリー八世』に登場するウルジー枢機卿を除けば、作品の中で寵臣に大きな役割を与えていない。

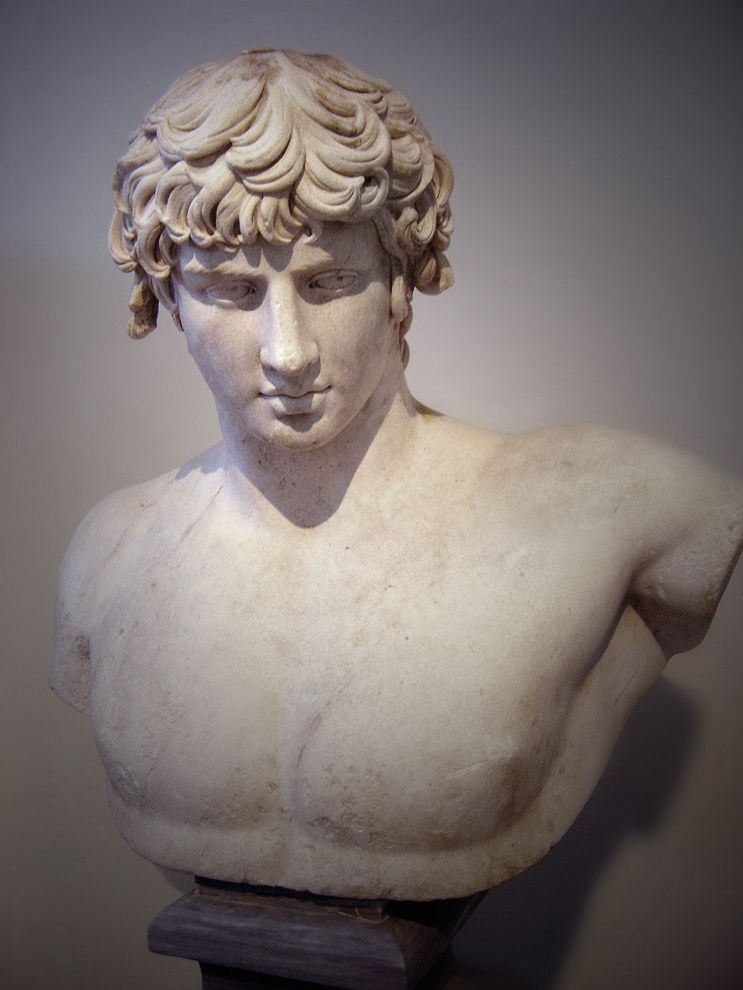
パトラで出土したアンティノウスの胸像、アテネ国立考古学博物館所蔵

自身もほぼ寵臣にあてはまったフランシス・ベーコンは、その著書『随筆集』の「友情について」の章で、エリザベス朝の政治家の出世について次のように叙述した。

偉大な国王や君主が、われわれの論じている友情の効果を、実に高く評価しているのを見るのは意外である。彼らはしばしば自分の安全や王位を危険にさらしても、それを買い求めるほどである。それというのも王侯は、自分の身分と臣下や召使のそれとがかけ離れているので、この友情の効果を収めるには（自分にはそれができるために）2、3の者を引き上げて、いわば自分の仲間とし、ほとんど対等の者とせずにはいられないが、そうすることはしばしば面倒なことにもなるからである。近代の言語はこういう人々に対して、寵臣（favorites）とか側近（privadoes）とかの名称を与えている。…またわれわれは、こうしたことが無気力な、怒りやすい王侯によってばかりでなく、かつて君臨した最も賢明で慎重な王侯によってもなされたことを明らかに知っている。彼らは随従者の幾人かを同列に扱い、平民の間で受け入れられている言葉を用いて、互いに友と呼び、他の人々にも同様に自分たちをそのように呼ぶことを許した。
ジョージ3世の家庭教師だったことが機縁となって首相にまで上り詰めたビュート伯ジョン・ステュアートについても、1844年にトーマス・マコーリー卿が次のように記述している、「彼は寵臣であり、寵臣という存在はその国で常に憎まれるものである。フェルトンの握った短刀の刃先がバッキンガム公爵の心臓に達して以来、政府首脳の座を寵臣が占めたことはこの時までなかった」。

## 著名な寵臣の例

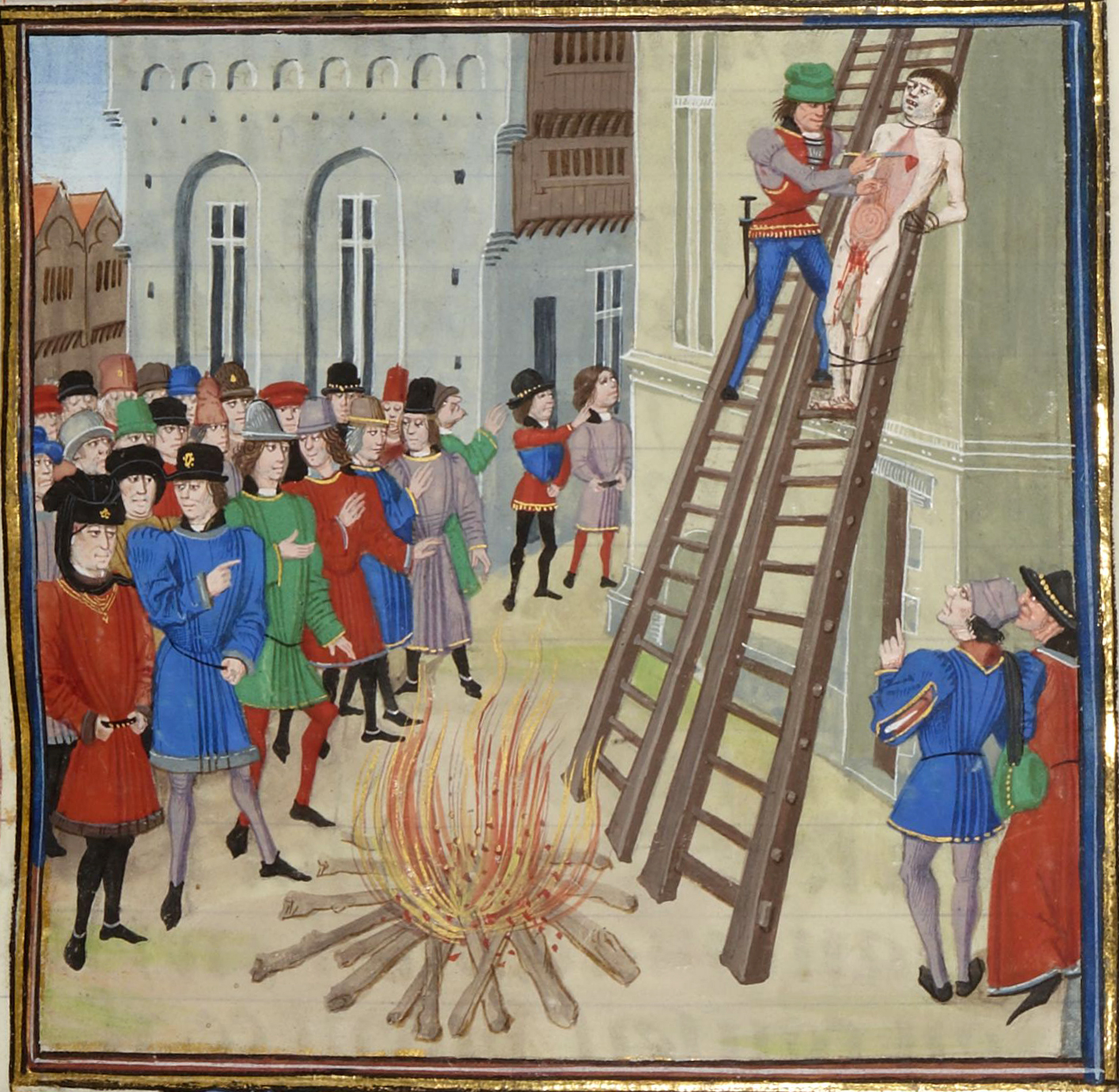
首吊り・内臓抉り・四つ裂きの刑に処された小ディスペンサー、フロワサール手稿の挿絵

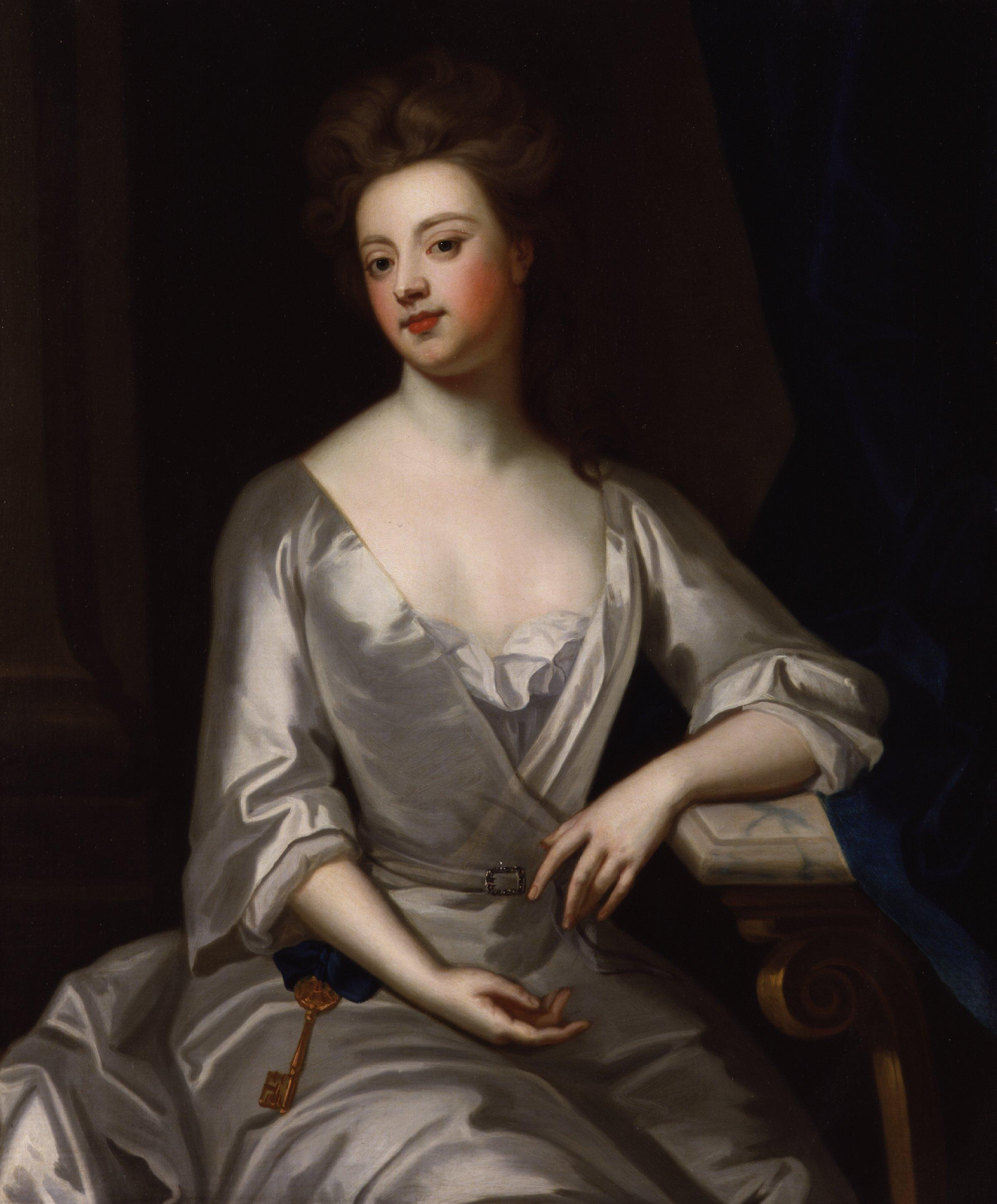
自身の役職と権勢のシンボルである金の鍵（アン女王の私室の鍵）をこれ見よがしに身に付けたマールバラ公爵夫人の肖像、ゴドフリー・ネラー画、1702年

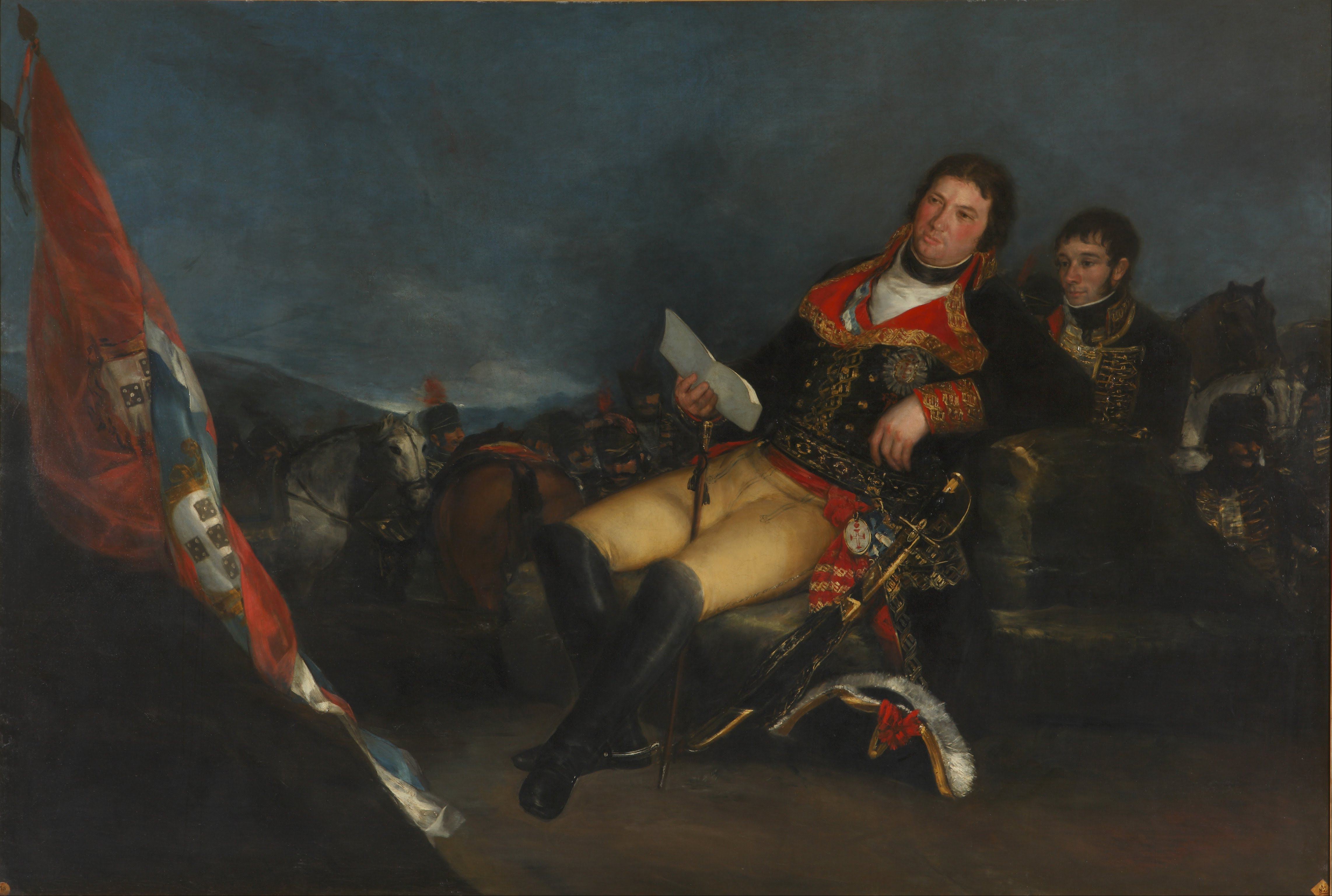
デ・ラ・パス（平和）公マヌエル・デ・ゴドイ、ゴヤ画

- 『旧約聖書』の登場人物のうち、サウル王に仕えた時期のダヴィデ、ファラオに仕えたヨセフは寵臣としての要素を多く備えている。
- 籍孺（英語版）、前漢の高祖に寵愛された侍童。
- 閎孺（英語版）、前漢の恵帝に寵愛された侍童。
- セイヤヌス、ローマ皇帝ティベリウスに重用されたが、31年皇帝の命令で処刑された。
- カピラル（英語版）、サンガム時代（英語版）のタミル語詩人、タミラカムの王ヴェール・パーリ（英語版）の寵愛を受けたとされ、125年頃に王が戦死すると、儀礼的な自殺法「ヴァタキルッタル（英語版）」によって後を追った。
- アンティノウス、ローマ皇帝ハドリアヌスの寵童。130年に早世した後、皇帝によって神格化された。
- クレアンデル、ローマ皇帝コンモドゥスに重用された解放奴隷、190年皇帝の命令で処刑された。
- バシレイオス1世、ビザンツ帝国マケドニア・テマ（英語版）の農民出身だったが、ミカエル3世に気に入られて共同皇帝に取り立てられた。さらに恩人のミカエル3世を殺害して単独皇帝となり、マケドニア王朝の始祖となった。
- ムハンマド・イブン・アンマル（英語版）、詩とチェスの才能でセビリア・タイファ国の君主アル＝ムータミド・イブン・アッバード（英語版）の親友となるが、王国の領土の一部を奪おうと画策したことが露見して、1086年君主自身の手で絞殺された。
- ピアーズ・ギャヴィストン、初代コーンウォール伯爵。イングランド王エドワード2世の同性の恋人だったと考えられ、国王不在時の摂政を含む高位高官を歴任したが、1312年反乱者に捕らえられて処刑された。
- ヒュー・ル・ディスペンサー（小ディスペンサー）、ギャヴィストン死後のエドワード2世の新しい同性の恋人と考えられ、彼もまた、1326年に王妃イザベラ・オブ・フランスの指揮する反乱軍に捕らえられ、残酷な方法で処刑された。
- アルバロ・デ・ルナ（英語版）、初代トルヒージョ公爵、カスティーリャ王フアン2世の寵臣として長くその治世を支えたが、王妃イサベル・デ・ポルトゥガル及びカスティーリャ貴族層から強い敵意を向けられ、1453年処刑された。
- ロバート・コクラン（英語版）、スコットランド王ジェームズ3世の寵臣、アンガス伯爵（英語版）を指導者とする貴族の反乱軍に捕らえられ、ローダー（英語版）の橋上で王の他のお気に入りたちと一緒に絞首刑になった。
- パルガル・イブラヒム・パシャ、キリスト教徒の平民家庭の生まれながら、オスマン帝国のスレイマン1世に重用されて大宰相となる。しかし反逆を疑われ、1536年スルタンの命令で処刑された。
- ロバート・ダドリー、初代レスター伯爵。イングランド女王エリザベス1世の寵臣として30年以上側近くに仕え、女王の恋人だと噂され、長い期間女王の結婚相手候補と見なされていた。エリザベス朝宮廷の指導的な政治家かつ芸術のパトロンだった。
- ロバート・デヴァルー、第2代エセックス伯爵。上記のレスター伯の継子で、継父の後を継いで女王の新しい寵臣となった。向こう見ずな性格で、成功の見込みのないクーデタを起こそうとして失敗し、1601年処刑された。
- レ・ミニョン（英語版）、フランス王アンリ3世の寵愛した若者の取り巻き集団で、女性的な振る舞いやファッションなどが批判に晒された。
- フランシスコ・デ・サンドバル・イ・ロハス（英語版）、初代レルマ公爵、17世紀スペインの寵臣政治を最初に担った政治家で、20年以上にわたり国政を壟断した。
- ガスパール・デ・グスマン・イ・ピメンテル、初代オリバーレス伯公爵、17世紀スペインの寵臣政治を代表する政治家で、上記のレルマ公の失脚後、20年以上にわたり国政を担った。
- シャルル・ダルベール（英語版）、リュイヌ公爵。フランス王ルイ13世の幼少期以来の腹心。1617年、王命により王母マリー・ド・メディシスの寵臣コンチーノ・コンチーニ暗殺を指揮した。
- エズメ・ステュワート、初代レノックス公爵。イングランド王ジェームズ1世（6世）のスコットランド時代の寵臣。カトリックのフランス貴族ながら摂政にまでのぼるが、貴族の反発でパリに追放された。
- ロバート・カー、初代サマセット伯爵。ジェームズ1世の寵臣だが、下記のバッキンガム公の台頭で王の寵愛を失い、1616年毒殺事件に関与して宮廷から追放された。
- ジョージ・ヴィリアーズ、初代バッキンガム公爵。ジェームズ1世・チャールズ1世父子2代に仕えた寵臣で、17世紀前半のイングランド国政を主導したが、多くの国民の敵意を受けて1628年暗殺された。
- アクセル・オクセンシェルナ、1612年から1645年の死去まで40年以上にわたり大法官としてスウェーデンの国政を主導し、同国に国際的威信をもたらした。
- アンリ・コワフィエ・ド・リュゼ、サン＝マール侯爵。ルイ13世の寵童となり多くの高位官職を得た。1642年、スペインと内通したことが原因で、庇護者だったリシュリュー枢機卿により処刑された。
- ジュール・マザラン枢機卿、リシュリューの後継者として20年近くにわたりフランス国政を主導したが、貴族に憎悪されフロンドの乱に直面した。1661年の彼の死は、ルイ14世の親政開始と寵臣政治の終焉という画期となった。
- ルイス・デ・ヴァスコンセロス・イ・スーザ（英語版）、カステロ・メリョー伯爵。心身に問題のあったポルトガル王アフォンソ6世の寵臣として国政を壟断、王を説得して王母ルイサ・デ・グスマンを修道院に追放させたことが有名。
- コルフィッツ・ウルフェルト（英語版）、デンマーク王クリスチャン4世の娘婿として国政の要職を占めた。王の死後、義兄である新王フレゼリク3世に反逆罪に問われ、スウェーデン王に仕えた。
- シドニー・ゴドルフィン、初代ゴドルフィン伯爵。イングランド王チャールズ2世の被保護者だが変わり身の早い人物で、議会政治の中心に長く居続けた。
- マリー・アンヌ・ド・ラ・トレモイユ（英語版）、ユルサン（ウルシノス）女公。フェリペ5世夫妻に随行してヴェルサイユ宮廷からスペインに移り、王妃女官長の肩書で王室の助言者の役目を果たした。王の後妻エリザベッタ・ファルネーゼに追放された後も、ローマのジャコバイト亡命宮廷で重きをなした。
- コンスタンティン・フォールコン、ギリシア出身で、タイのアユタヤ王朝・ナーラーイ王の顧問官、王の重用は1688年のシャム革命（英語版）を招き、この革命で殺された。
- サラ・チャーチル、初代マールバラ公ジョン・チャーチル夫人。アン英国女王の公私にわたる生活を差配していた親友であったが、従妹のアビゲイル・メイシャムに取って代わられた。
- アレクサンドル・メーンシコフ、ロシア皇帝ピョートル1世の生涯の親友で、極めて卑しい生まれから高官にのし上がった身分上昇は当時としては類を見ない。1725年の皇帝の死後、事実上の最高権力者に上り詰めるが、2年後には失脚しシベリアに流刑となった。
- ハインリヒ・フォン・ブリュール（英語版）、アウグスト2世（強王）に仕えたザクセン選帝侯領首席大臣で、欲深く、金に汚く、全く無能な政治家であった。
- ヨハン・フリードリヒ・ストルーエンセ、精神を病んだデンマーク王クリスチャン7世の国王侍医で、王妃カロリーネ・マティルデとの愛人関係と王の重い症状を利用して事実上の最高権力者となるが、1772年に逮捕され、残酷な方法で処刑・死体損壊を受けた。
- ヘシェン（和珅）、清の乾隆帝の駙馬にして軍機大臣となり、中国史上空前の個人資産所有者と言われた。乾隆帝の死後、専横を苦々しく思っていた新帝嘉慶帝の命令で賜死となった。
- グリゴリー・ポチョムキン、1774年から1776年までの2年間、ロシア女帝エカチェリーナ2世の愛人であったが、男女関係の絶えたのちも女帝の絶大な信任を得て、1791年に死ぬまで強大な権力を握り続けた。
- プラトン・ズーボフ（英語版）、エカチェリーナ2世の生涯最後の愛人であり、その息子で後継者のパーヴェル1世の暗殺事件に重要な役割を果たした。
- マリー・ルイーズ・ド・サヴォワ、ランバル公妃、フランス王妃マリー・アントワネット最初の寵臣で、王妃家政機関総監。フランス革命後も王室の側近に留まり続けたほぼ唯一の高位貴族で、1792年の九月虐殺での悲惨な末路で知られている。
- ガブリエル・ド・ポラストロン、ポリニャック公爵夫人、フランス王妃マリー・アントワネット最後の寵臣で、王家養育係主任女官。王妃の夫ルイ16世の信任も勝ち得た稀有な女性であったが、王妃との同性愛を噂され、国民からは憎まれた。
- マヌエル・デ・ゴドイ、デ・ラ・パス（平和）公、王妃マリア・ルイサ・デ・パルマの信任を得て首相となるが、自身の不人気とナポレオンのスペイン支配の野心が祟って、1808年主君のカルロス4世は退位に追い込まれた。
- グリゴリー・ラスプーチン、祈祷僧、ロシア皇帝ニコライ2世一家の絶大な信任を得たが、国民からは憎悪の目を向けられ、1916年に暗殺された。2年後に処刑された皇帝一家は最後までラスプーチンへの崇拝心を捨てなかった。

## 引用・脚注
1. ↑  Elliott:5, summarising the work of French historian Jean Bérenger
2. ↑  "favourite". Oxford English Dictionary (3rd ed.). Oxford University Press. September 2005. 2019年1月23日閲覧。 (要購読、またはイギリス公立図書館への会員加入。)
3. ↑  “Much Ado About Nothing 3.1”. www.shakespeare-online.com. 2019年1月23日閲覧。
4. ↑  s:Edward the Second
5. ↑  Elliott:6
6. ↑  Adams pp. 17–18
7. ↑  Elliott:1
8. ↑  Elliott:2-3
9. ↑  Blair Worden in Elliott:171
10. ↑  Bacon, Francis (1597年). “On Friendship”. authorama.com. 2020年11月7日閲覧。。訳文は、日本語訳版である渡辺義雄訳『ベーコン随想集』岩波文庫、1983年、P120を参照。
11. ↑  Published 1597, perhaps the earliest use of the word in English, it is missed by the OED, who give the Shakespeare use quoted above, perhaps written in 1598.[10]
12. ↑  Essay on "The Earl of Chatham", quoted Elliott:1
13. ↑  Portraits of Sarah Churchill. National Portrait Gallery (United Kingdom). Retrieved on 7 August 2007.